# Barrandovské terasy
Barrandovské terasy je komplex budov, zahrad a parků s plaveckým bazénem ve čtvrti Barrandov, v městské části Praha 5. Od roku 1988 je areál kulturní památkou a od roku 1993 městskou památkovou zónou.
Areálu dominuje funkcionalistická vyhlídková restaurace Terasy Barrandov od architekta Maxe Urbana. Jsou součástí urbanistického projektu Václava M. Havla na zahradní čtvrť na svahu kopce Habrová. Vlastníkem stavby je společnost Barrandovské terasy, a.s., ve které drží majoritní podíl český podnikatel s řeckými kořeny Michalis Dzikos. Od roku 2021 probíhá celková rekonstrukce areálu a výstavba nových hotelových budov.

## Historie

### Vznik a vývoj

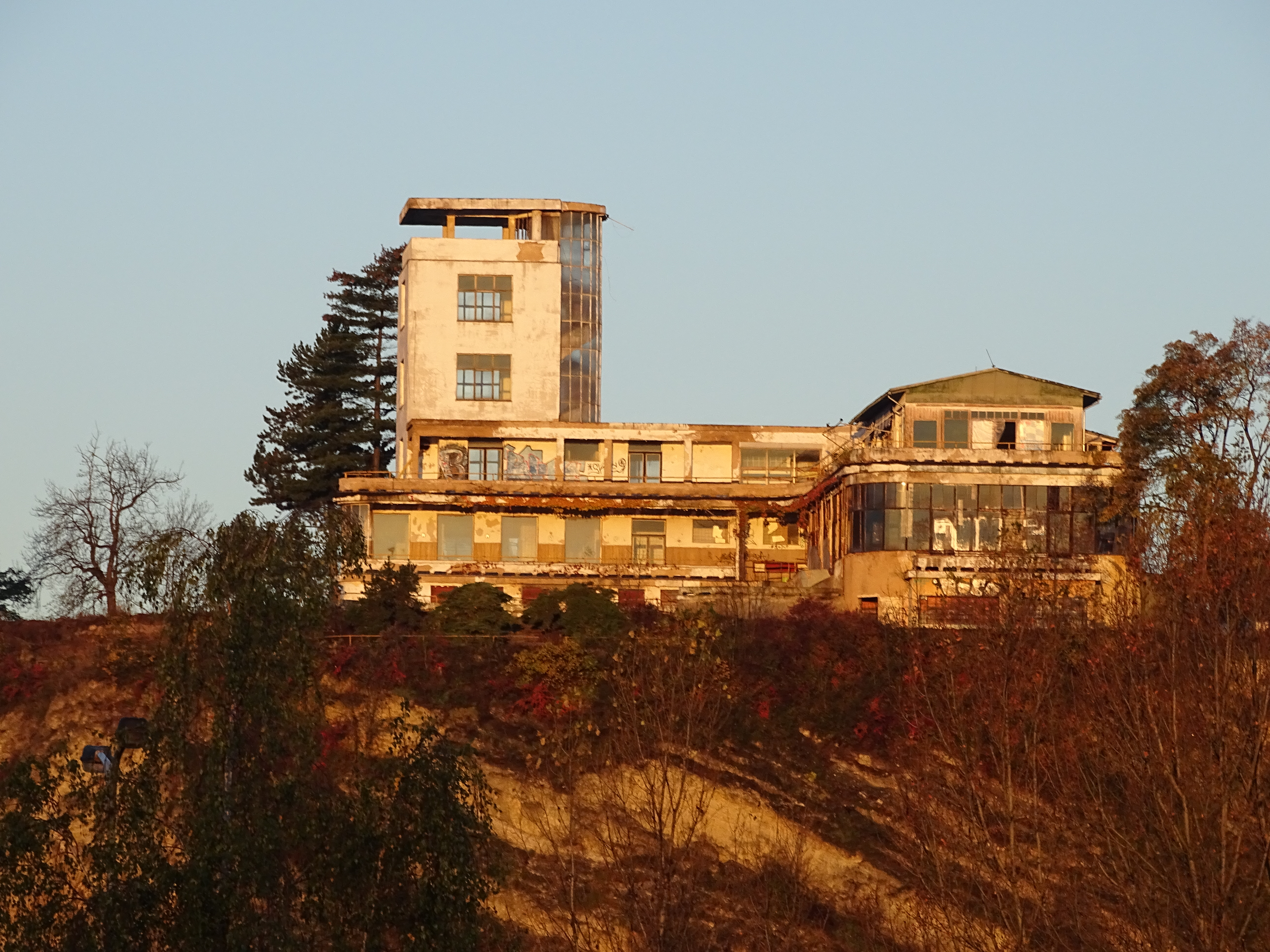
Podoba v roce 2016

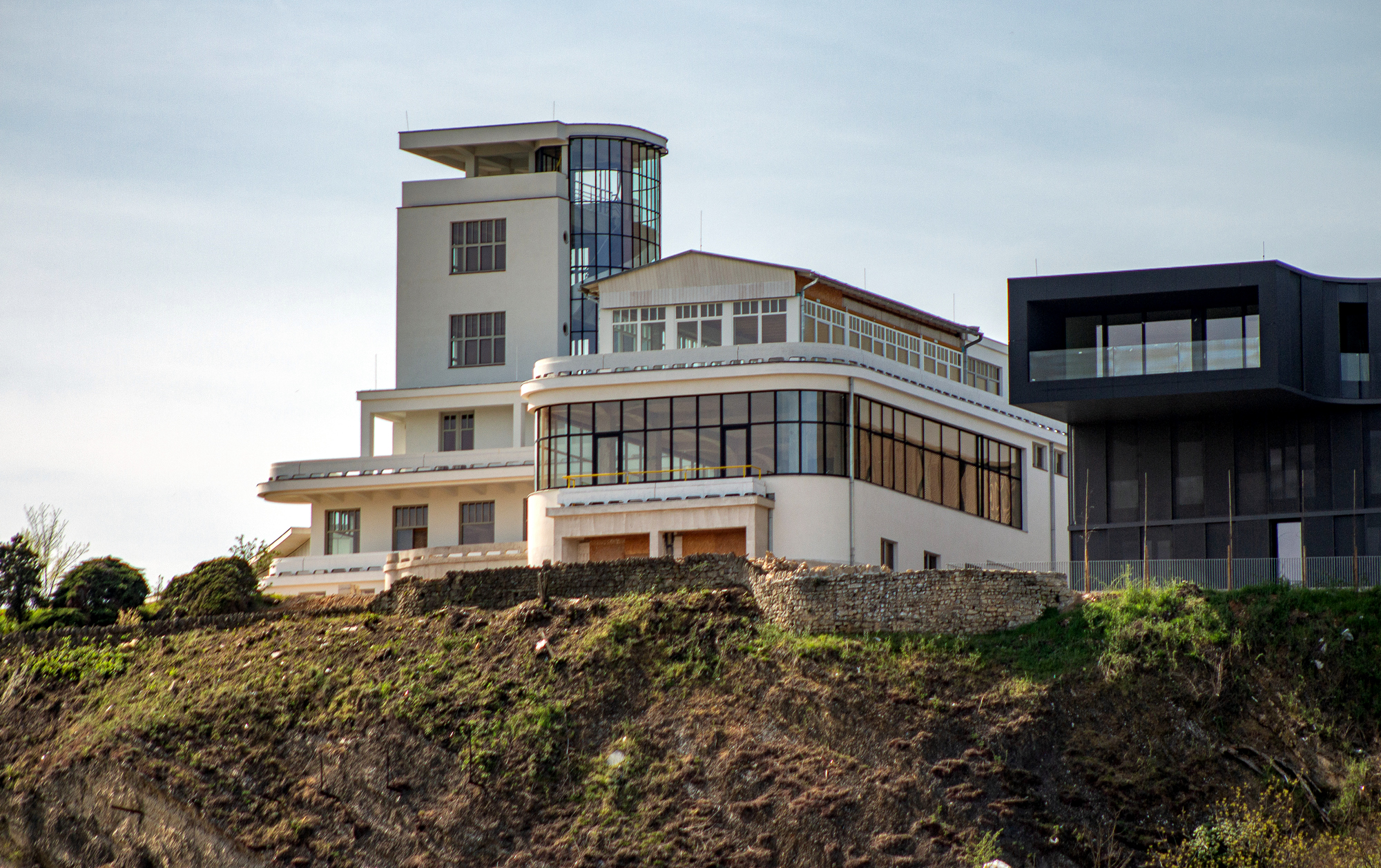
Nová podoba v roce 2024

Václava M. Havla ke stavbě barrandovských teras inspiroval dům Cliff House v San Francisku, kam Havel zavítal v roce 1924.
S výstavbou se začalo 24. února 1928, kdy staveniště převzala firma Brázdil a Ješ. Slavnostní otevření teras se konalo 4. října 1929 a zúčastnilo se ho okolo 50 000 návštěvníků. Terasy se staly vyhledávaným místem nejen pražské smetánky, ale i širokých středních vrstev obyvatelstva. V plné letní sezóně se zde v neděli vařilo až 3000 obědů.
Již v roce 1930 vybudoval Havel pod Barrandovskou skálou nejmodernější plovárnu v Evropě podle projektu Václava Kolátora se skokanskou věží opatřenou jedním deseti a jedním pětimetrovým můstkem. Bazén měl ideální délku 50 a šířku 18 metrů. Tribuny a ostatní prostor plovárny mohly pojmout až 4000 návštěvníků. Gastronomicky byla plovárna zaopatřena přímo z Barrandovských teras zvláštním jídelním výtahem. Bazén však byl napouštěn vodou z Vltavy, což zvláště po zprovoznění přehrad Slapy (1955–1956) a Štěchovice (1943) vedlo k záhubě plovárny, protože voda byla příliš studená a omezený sluneční svit (dopoledne a lehce přes poledne) ji nezvládl prohřát. V roce 1937 byl na terasách otevřen „Trilobit bar“ podle návrhu architekta Vladimíra Grégra.
Restaurační areál byl pro cestující veřejnou dopravou v docházkové vzdálenosti po nové stezce pro pěší od konečné tramvaje číslo 5 v Hlubočepích, kam tato linka byla prodloužena v roce 1927. Pro automobily byly terasy přístupny speciálně vybudovanou silnicí zaříznutou ve skalních serpentinách a ukončenou rozsáhlým parkovištěm. Nová silnice odbočovala ze státní zbraslavské silnice, mimoúrovňově estakádou přecházela železniční trať Praha–Plzeň a pokračovala skalním průkopem. V první serpentině bylo zřízeno parkoviště pro automobily se šoféry a postaveny garáže podle projektu Vladimíra Grégra. To proto, aby se vlastní parkoviště přímo před restaurací nepřehlcovalo. Na parkovišti pro šoféry bylo možné načerpat pohonné hmoty u benzínové pumpy. V období od 1. dubna 1932 do konce března 1933 byla v provozu autobusová linka, jejíž náklady hradily dle smlouvy firmy Bratři Havlové (Václav a Miloš) na straně jedné a Akciová společnost Walter, továrna na automobily a letecké motory na straně druhé. Továrna Walter poskytla speciálně upravené autobusy Walter PN. Nová linka od Paláce Lucerna na Barrandov získala značnou oblibu, a proto byla Elektrickými podniky k 31. lednu 1933 zavedena městská autobusová linka S v trase Václavské náměstí – Barrandov. Tato linka byla v provozu až do všeobecné mobilizace a k datu 24. září 1938 byla zrušena. Když skončilo omezení dopravy způsobené mobilizací, linka S na Barrandov byla od 26. ledna 1939 opět obnovena, ale zůstala zkrácena o vnitroměstský úsek do trasy Hlubočepy – Barrandov. Na přelomu let 1951 a 1952 byla tato linka přečíslována na č. 105, pod kterým jezdí na okružní trase Smíchovské nádraží - Filmové ateliéry do současnosti.
Rozlehlé parky, které tvořily v minulosti nedílnou součást teras, vyprojektoval v roce 1929 tehdejší celorepublikově uznávaný zahradní architekt, Josef Vaněk, z Chrudimi. Zajímavostí je, že Vaněk zde působil především v době druhé světové války.

### Po II. světové válce
Po komunistickém převratu v únoru 1948 došlo ke znárodnění Barrandovských teras. Bazén byl v provozu až do roku 1966. V roce 1982 byl uzavřen proslulý Trilobit bar, který byl založen v roce 1937. V roce 1988 byl areál restaurace, včetně bazénu se skokanskou věží prohlášen za kulturní památku. V roce 1993 zde zastupitelstvo hlavního města Prahy vyhlásilo památkovou zónu.
V roce 1992 komplex v restituci získali bratři Ivan a Václav Havlovi. Ivan M. Havel svůj podíl převedl na svou ženu Dagmar. Václav Havel převedl svůj podíl na svou druhou manželku Dagmar Havlovou, která následně od své švagrové RNDr. Dagmar Havlové za více než dvacet milionů korun odkoupila její podíl na Terasách. Manželka Ivana Havla si však ponechala plavecký bazén pod Barrandovem, který v roce 1994 získala od Vodních staveb za devět set tisíc korun. V říjnu 2001 vyhořel zchátralý Trilobit bar, ve kterém v té době podle policie živořila skupinka bezdomovců.

### Na počátku 21. století
Dagmar Havlová vložila areál do společnosti Barrandovské terasy, a.s. a v roce 2003 prodala majoritní podíl v této společnosti nejmenovanému kupci. Součástí obnovy teras měla být i výstavba hotelu, který by měl vylepšit finanční návratnost projektu.
Objekt se nacházel již v havarijním stavu, když na jaře roku 2016 začaly přípravy na rekonstrukci, jejímž plánem bylo vytvořit z budovy hotel a restauraci s rozhlednou. Majitel areálu, liberecký podnikatel Michalis Dzikos, k tomu najal brněnské architekty Ladislava Kubu a Tomáše Pilaře, přičemž rekonstrukci funkcionalistické restaurace zpracoval architekt Ondřej Kukral. Dokončovací práce probíhaly během roku 2024. Původní stavba byla doplněna o dvě nové budovy s 61 apartmány, které pokrývají plochu původních teras.

## Galerie 30. léta 20. století

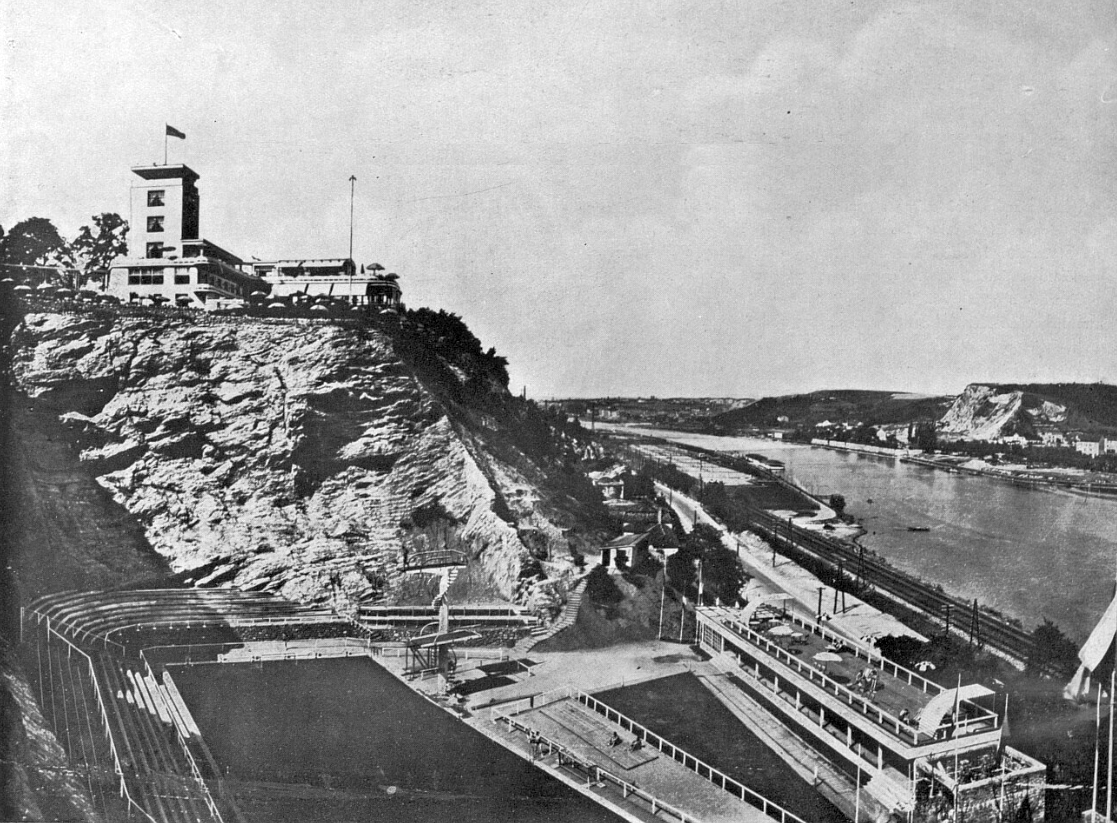
Barrandovské terasy s bazénem (1932)
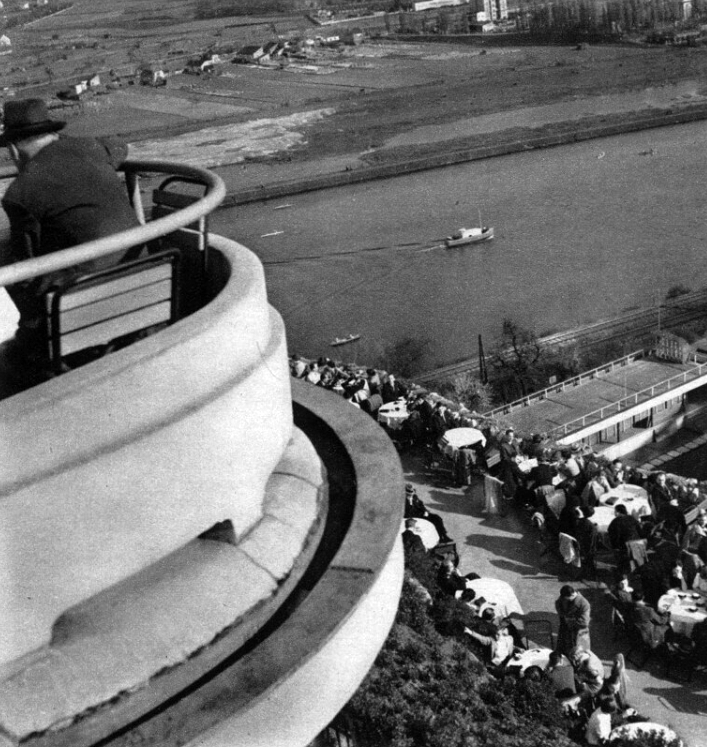
Barrandovské terasy (1937) - pod terasami je plavecký bazén, dále řeka Vltava a v pozadí téměř nezastavěný druhý břeh v Bráníku
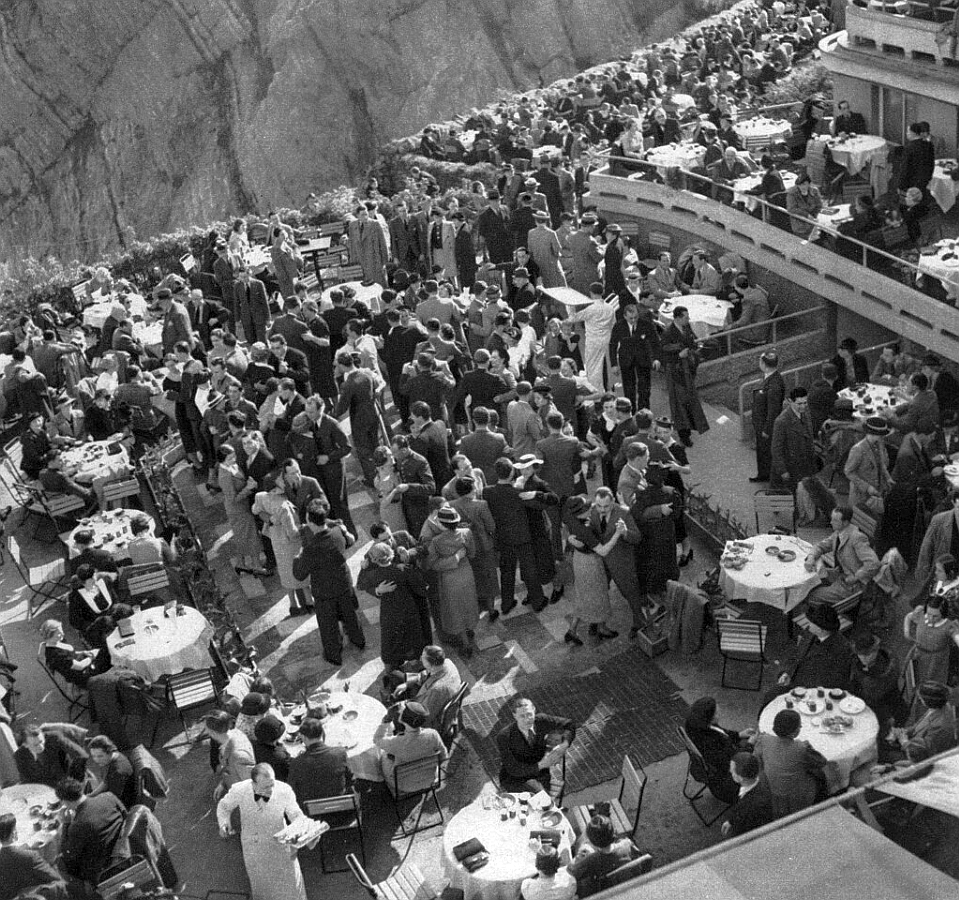
Barrandovské terasy (1937)
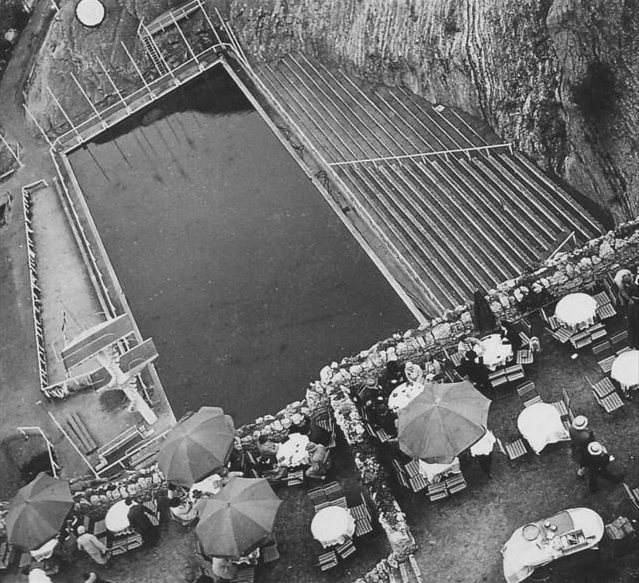
Barrandovský plavecký bazén, pohled shora (rok 1930)
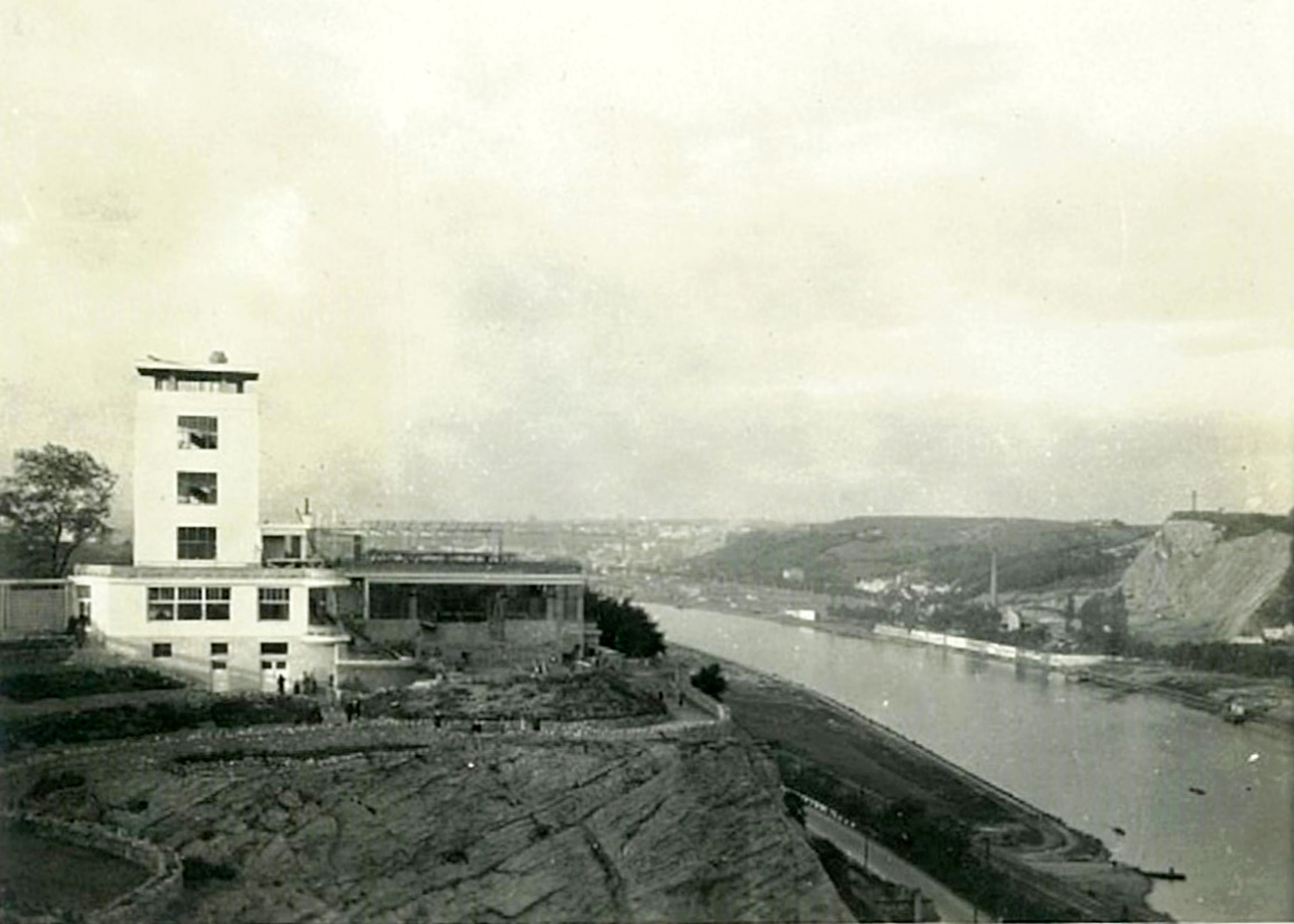
Na počátku 30. let
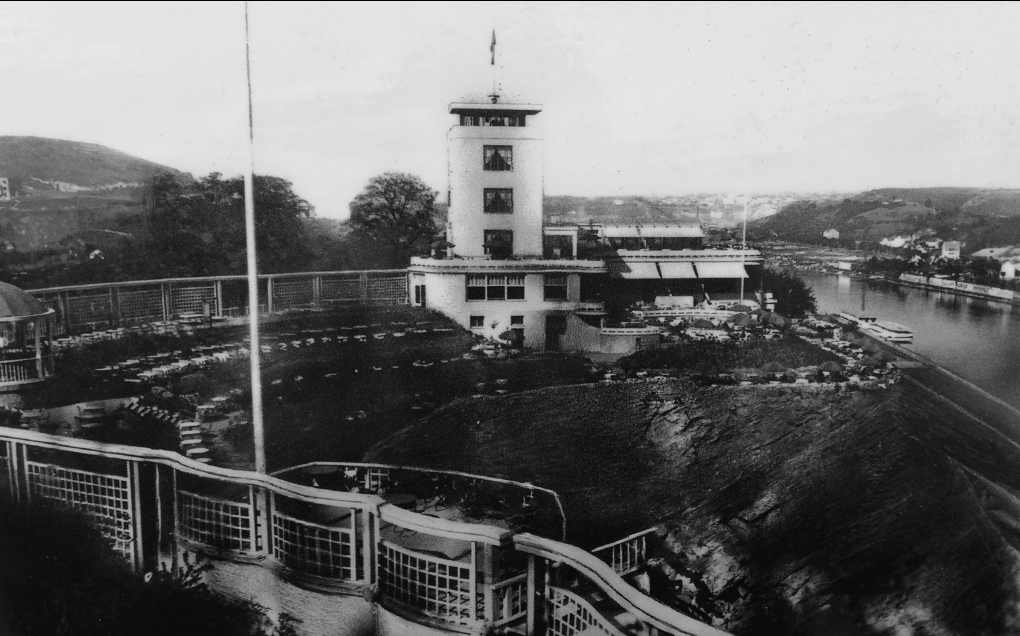
Barrandovské terasy (30. léta 20. století)
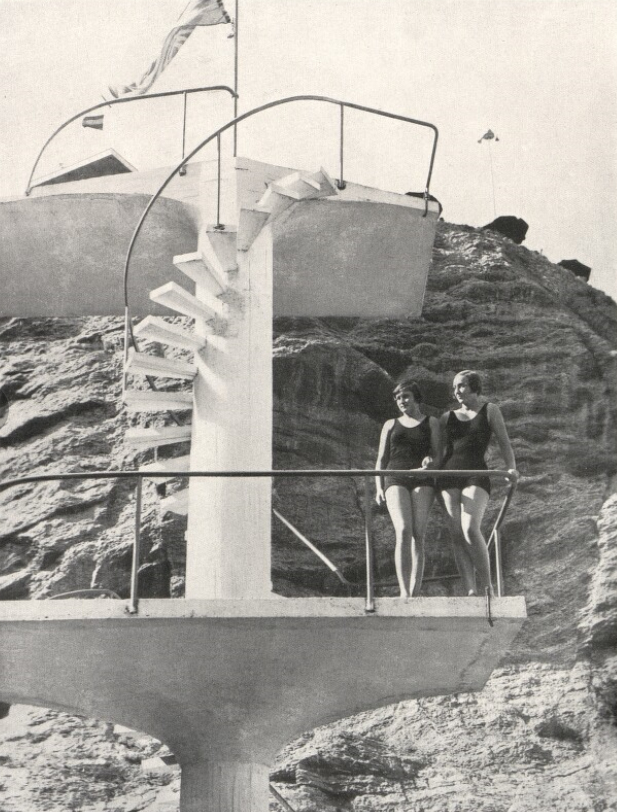
Barrandovský plavecký bazén, skokanský můstek (1932)
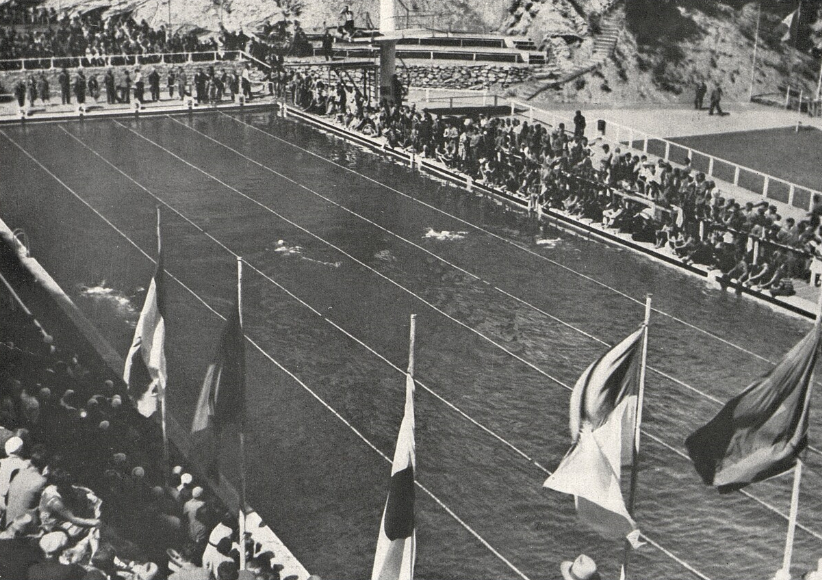
Barrandovský plavecký bazén (3. středoškolské hry, 15.6.1932)
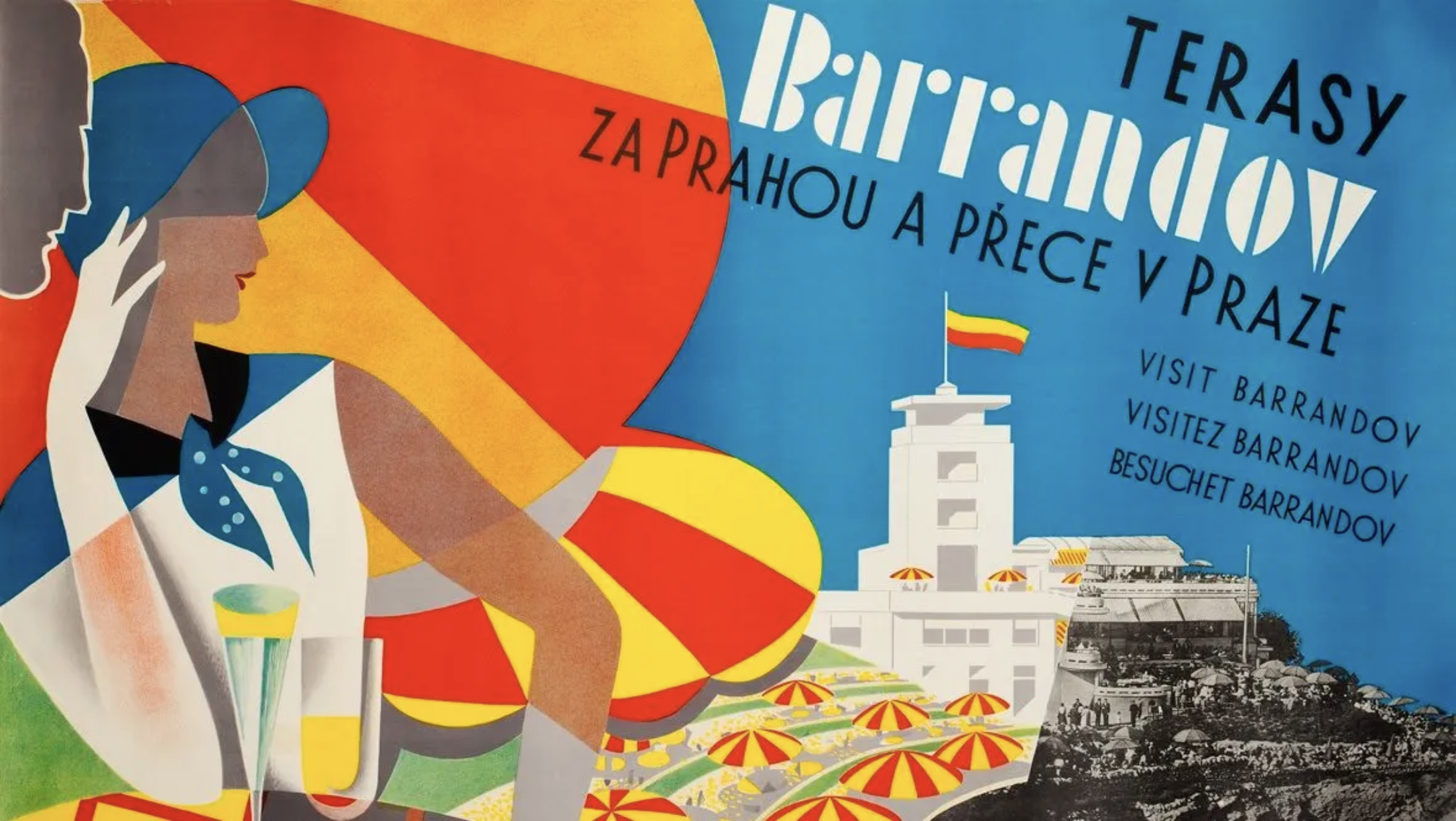
Plakát vybízející k návštěvě nově otevřené Terasy Barrandov

## Galerie 21. století

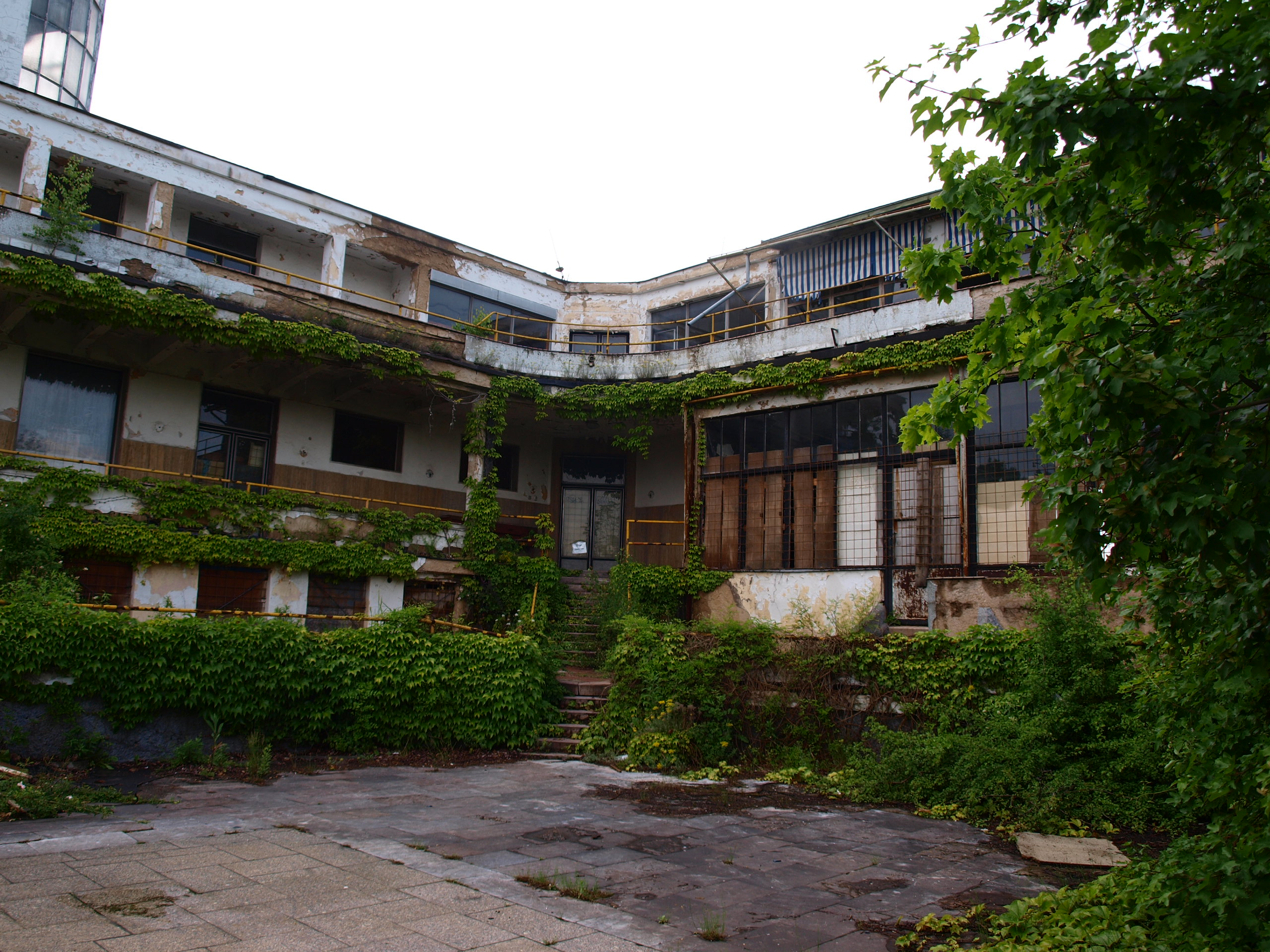
Pohled do dvora s taneční plochou
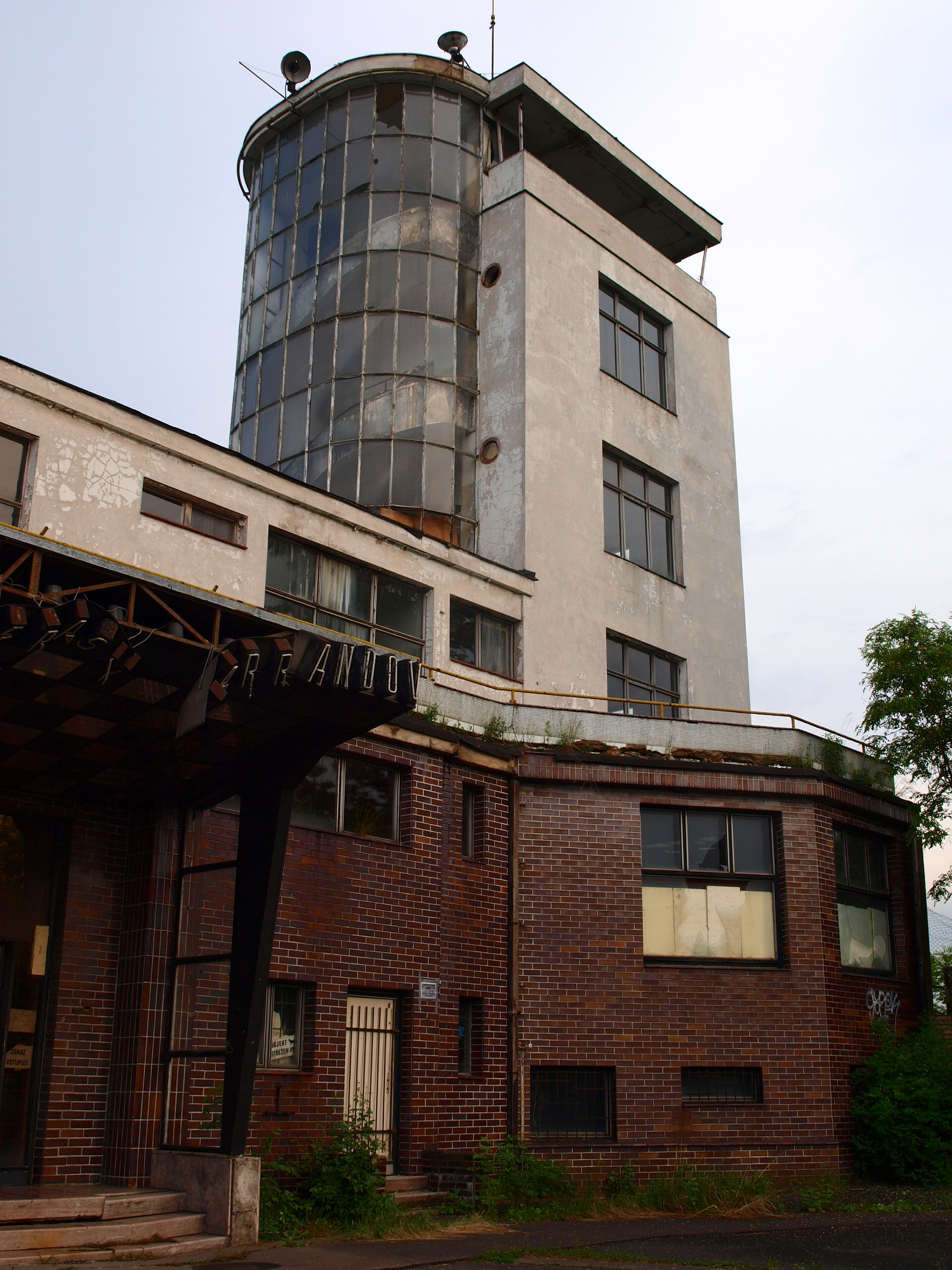
Vstup do objektu
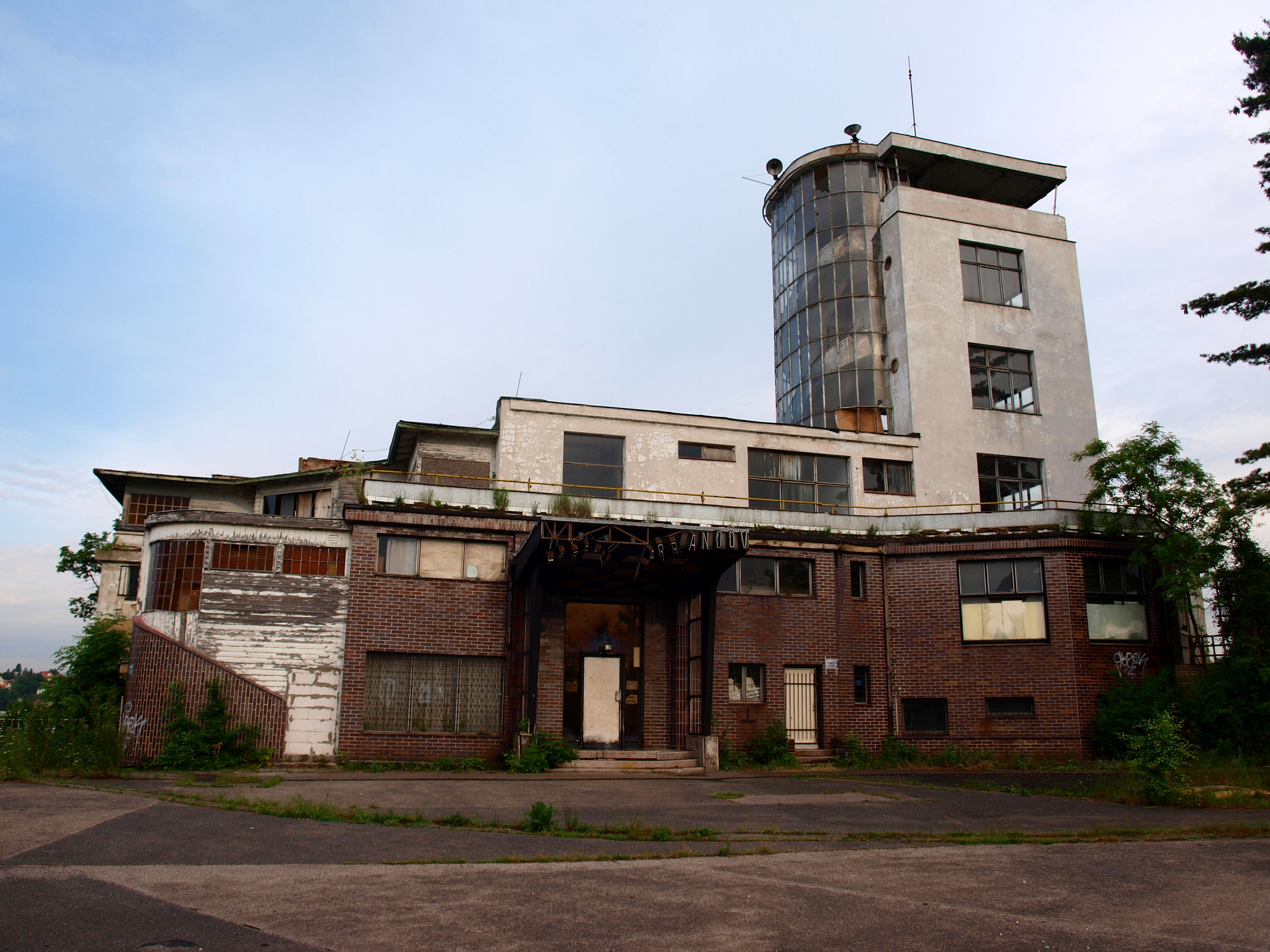
Hlavní vchod do restaurace (květen 2014)
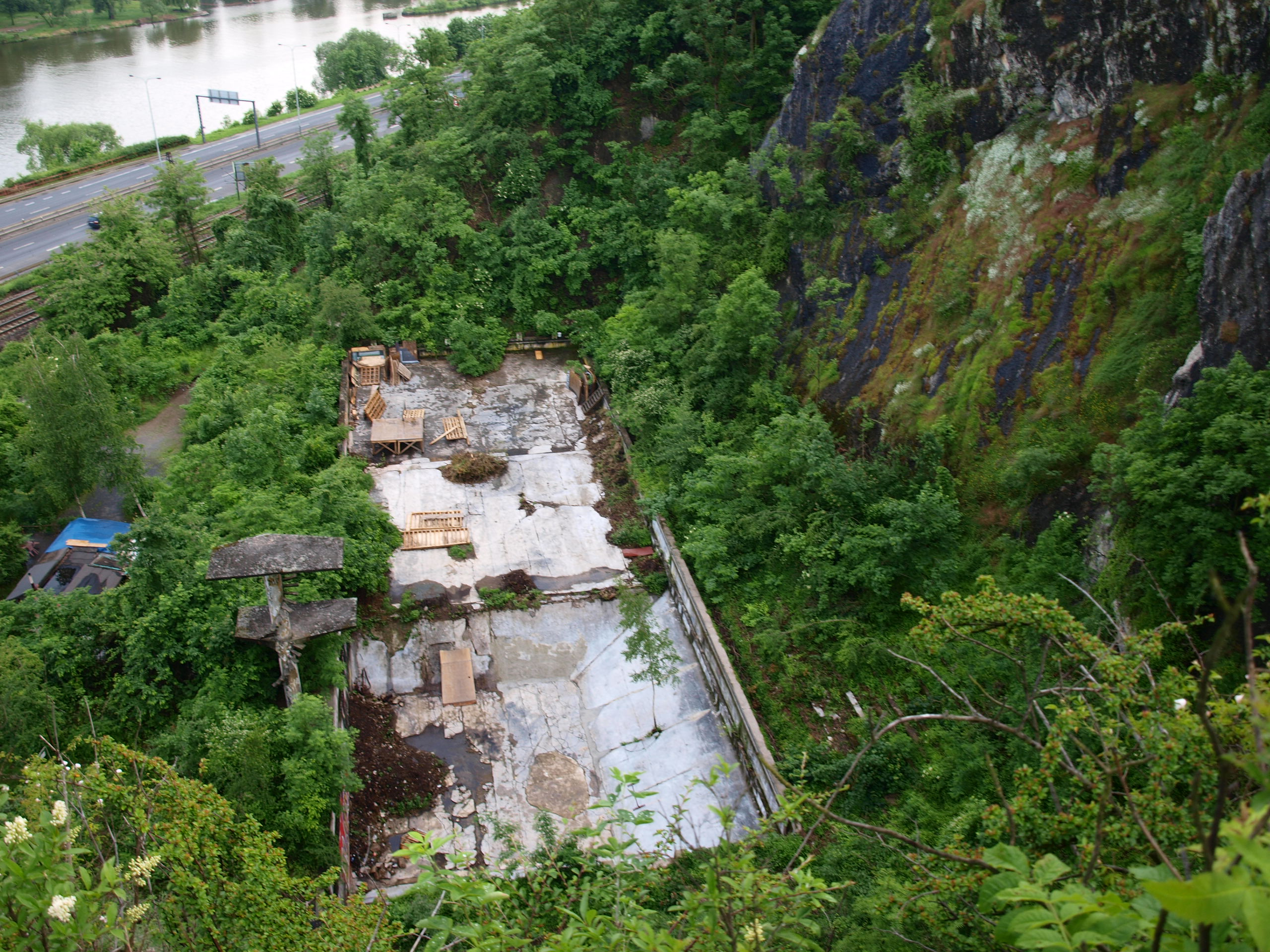
Bazén při pohledu z teras (2014)
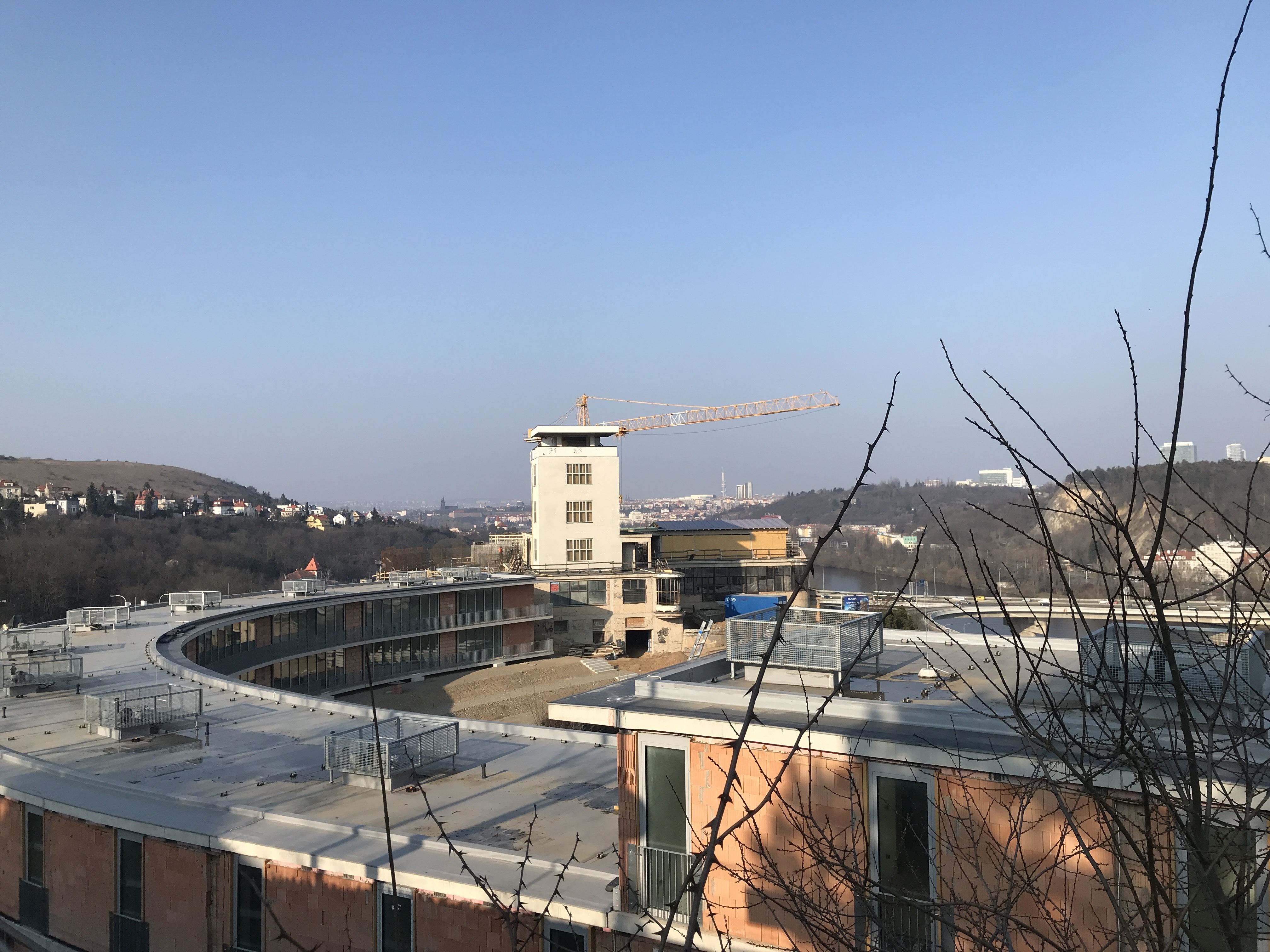
Výstavba hotelu na Barrandovských terasách v roce 2021
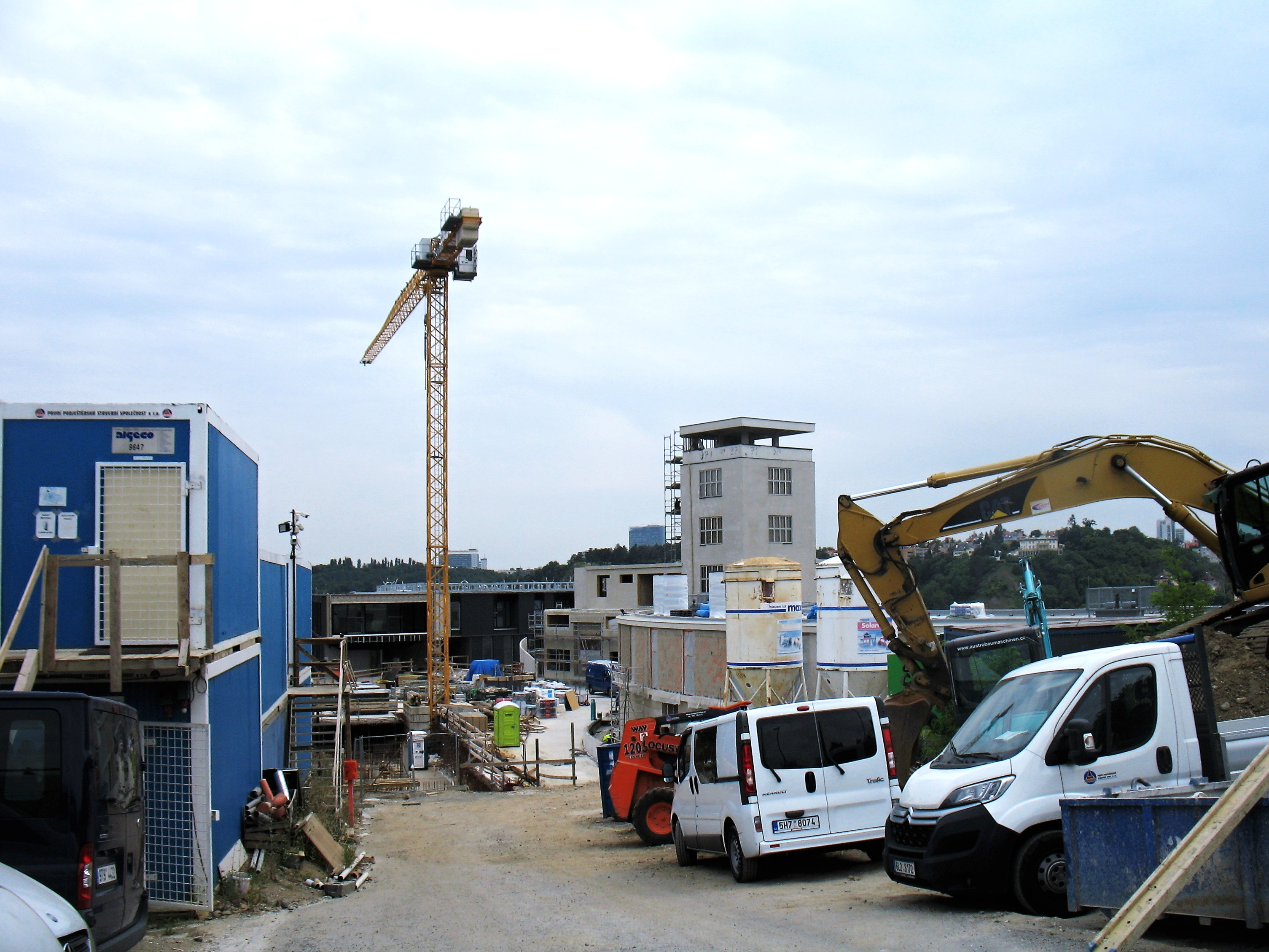
Postup rekonstrukce (červenec 2022)
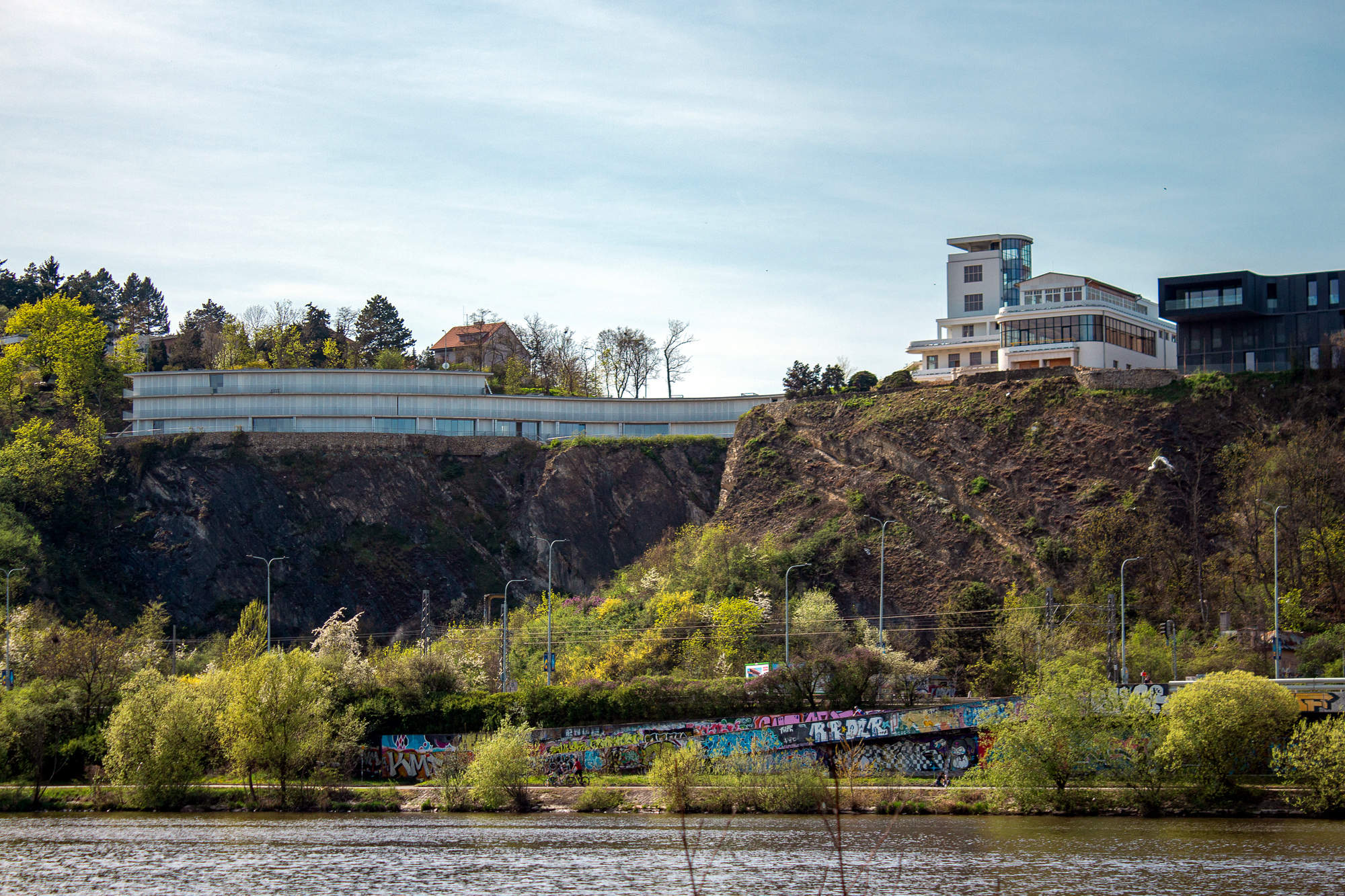
Nová přístavba a rekonstruovaný objekt restaurace (2024)
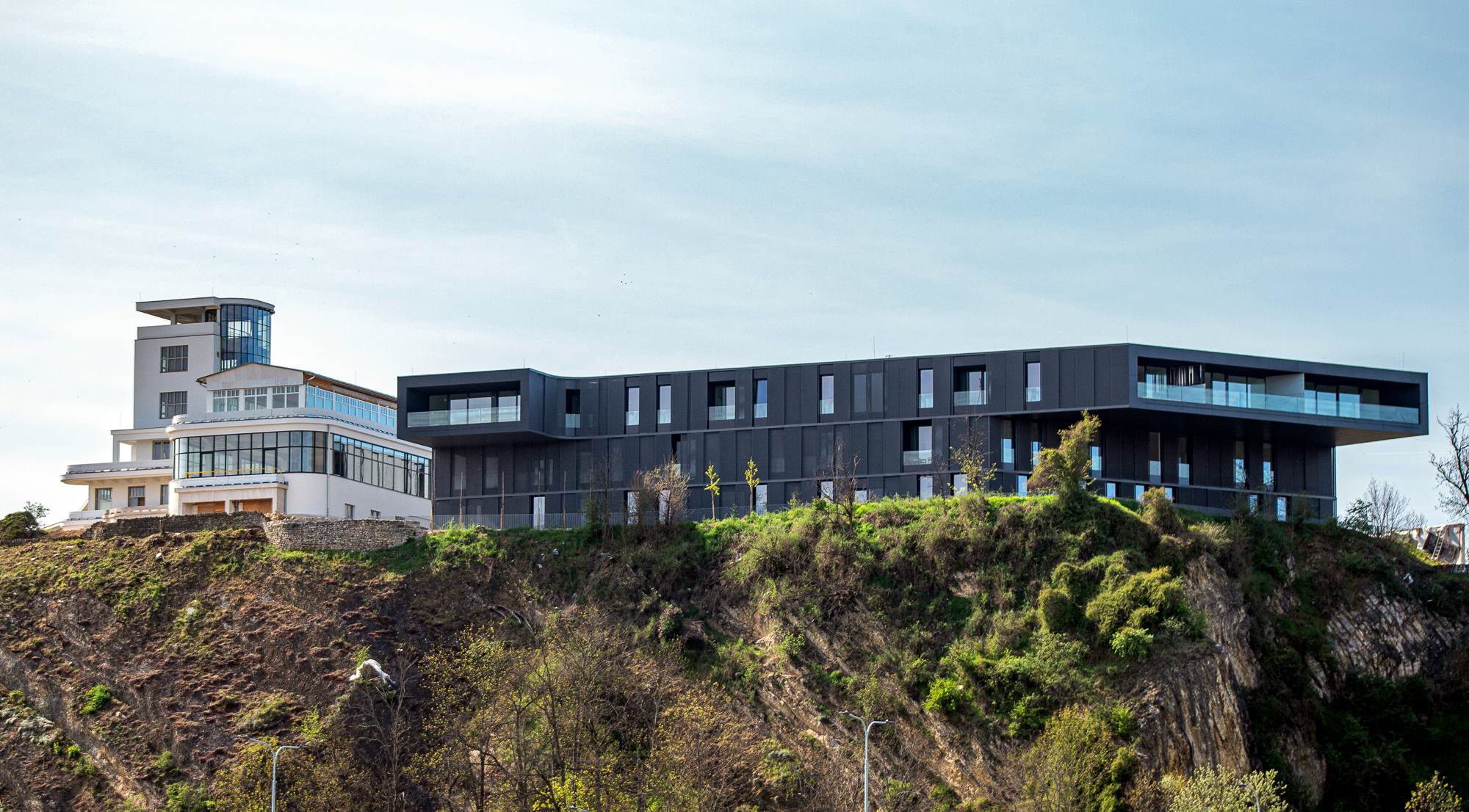
Nová přístavba (2024)